# Solegnathus hardwickii
Solegnathus hardwickii és una espècie de peix de la família dels singnàtids i de l'ordre dels singnatiformes.

## Morfologia
- Els mascles poden assolir 40 cm de longitud total.[1][2]

## Reproducció
És ovovivípar i el mascle transporta els ous en una bossa ventral, la qual es troba a sota de la cua.

## Hàbitat
És un peix marí de clima subtropical.

## Distribució geogràfica
Es troba a Maurici i, també, des del Mar de la Xina Meridional fins al sud del Japó i el nord d'Austràlia.